# 白髪部
白髪部（しらがべ)とは、古代日本の部（名代）の一つ。清寧天皇の御名代部を管掌した。

## 概要
「白髪部」のルーツは『日本書紀』巻第十五によると、
とあり、遺跡を残して、後世に名を伝えることが目的であった、と記されている。同様の記載は、『古事記』の雄略天皇段や清寧天皇段にも見え、『書紀』巻第十七の継体天皇元年にも、大伴金村が天皇に確かな皇太子と良き后がいないと、天下を治め、良い子孫を得ることができないとして、その具体例として清寧天皇の三種の白髪部のことについて言及し、手白香皇女との婚姻と天神・地祇をまつり、子孫を得ることを祈ることを勧めている。
これは東国の国造一族の多くが舎人として、大王の王宮に出仕したことを現しており、さらに膳夫としても出仕していることを示している。
この白髪部は、畿内の山城国・摂津国・和泉国と、西国の美作国・備中国・石見国・周防国・肥後国のほか、遠江国・駿河国・美濃国・武蔵国・常陸国・上野国・下野国などの東国に分布しており、白髪部という氏姓も同じ地域に分布している。
1975年（昭和50年）、飛鳥京跡からは「白髪部五十戸」と記された木簡が出土しており、地名を示すものと推定されている。1950年代には縦27センチメートル、幅23センチメートルの平瓦が飛鳥寺から出土しており、2015年（平成27年）発表の奈良文化財研究所の調査の結果によると、そこには「白髪部=しらかべ」と刻書されていることが判明している。焼く前にへらのような道具で刻んだと推測され、瓦の製造技法から７世紀後半の作とみられる。このことより、白髪部は瓦を作る労働集団だった可能性があり、飛鳥寺の造営には部民が使役されたことが想定されると、調査に携わった東野治之奈良大学教授は述べている。
『書紀』巻第二十五、孝徳天皇白雉元年（650年）には、倭漢直県（やまとのあやのあたいあがた）・白髪部連鐙（しらかべ の あたい あぶみ）・難波吉士胡床（なにわのきし あぐら）を安芸国に派遣して、百済舶2隻を建造させた、ともある。『平城宮木簡』には欠名の「白髪部連」の名前も見えている。
『続日本紀』巻第三十八によると、延暦4年（785年）5月、光仁天皇の諱である「白壁」と同音の「白髪部」の姓を改めて「真髪部（真壁）」とし、郷名も改めさせられている。